# Toszek
Toszek (niem. Tost) – miasto w Polsce, w województwie śląskim, w powiecie gliwickim, siedziba gminy miejsko-wiejskiej Toszek.
Według danych z grudnia 2023 r. miasto Toszek zajmuje 577. miejsce na liście miast Polski według powierzchni oraz 675. miejsce na liście miast Polski według ludności.

## Położenie
Toszek jest położony w południowej Polsce, w zachodniej części województwa śląskiego i Górnośląskiego Okręgu Przemysłowego (GOP), na Wyżynie Katowickiej nad rzeką Potok Toszecki. Historycznie leży na Górnym Śląsku.
W latach 1975–1998 miejscowość administracyjnie należała do województwa katowickiego.

## Demografia
Piramida wieku mieszkańców Toszka w 2014 r.:

## Podział administracyjny

### Osiedla
- Daniele
- Oracze

## Nazwa

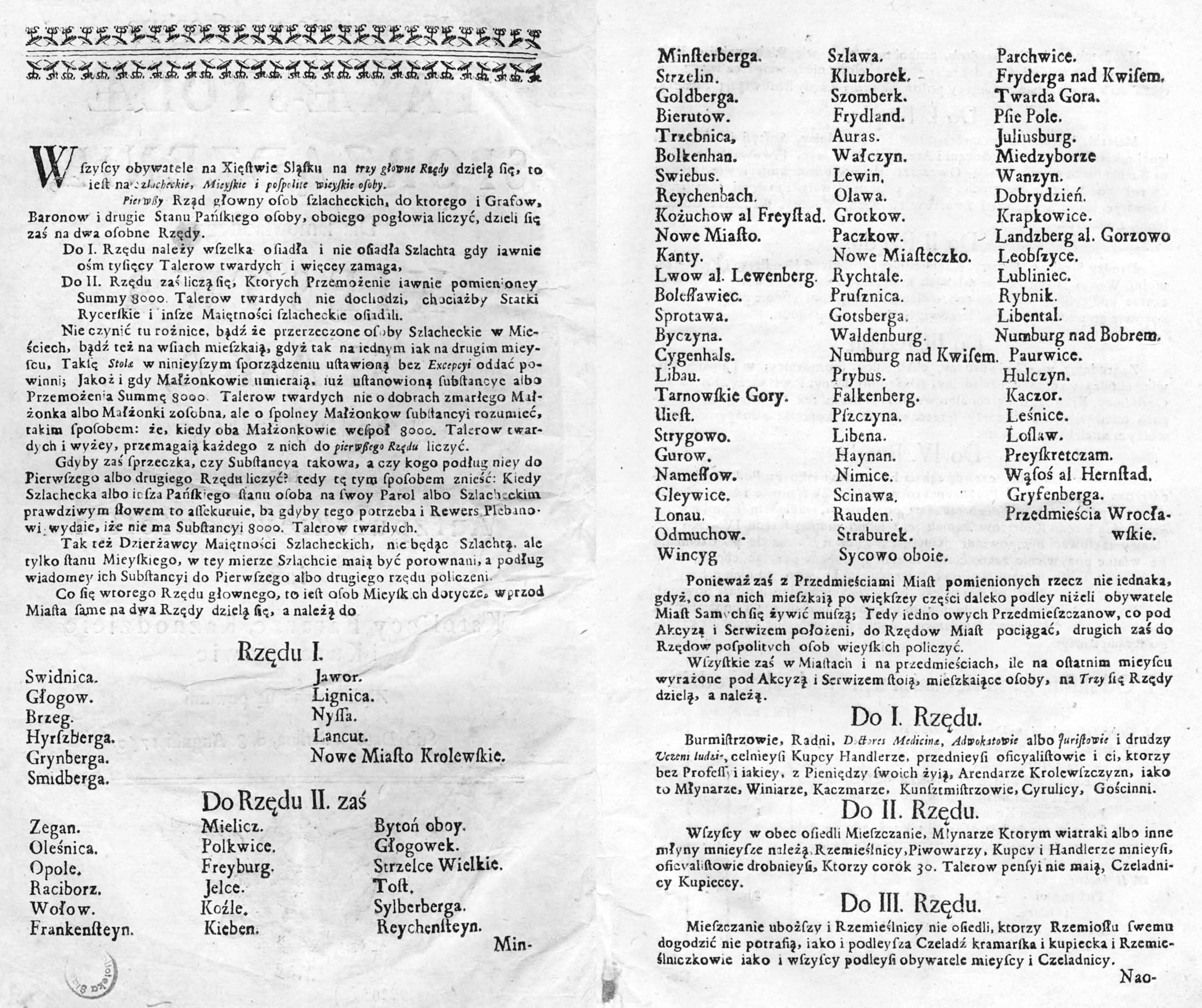
Toszek jako Tost wśród innych nazw śląskich miejscowości w urzędowym pruskim dokumencie z 1750 r. wydanym w języku polskim w Berlinie.

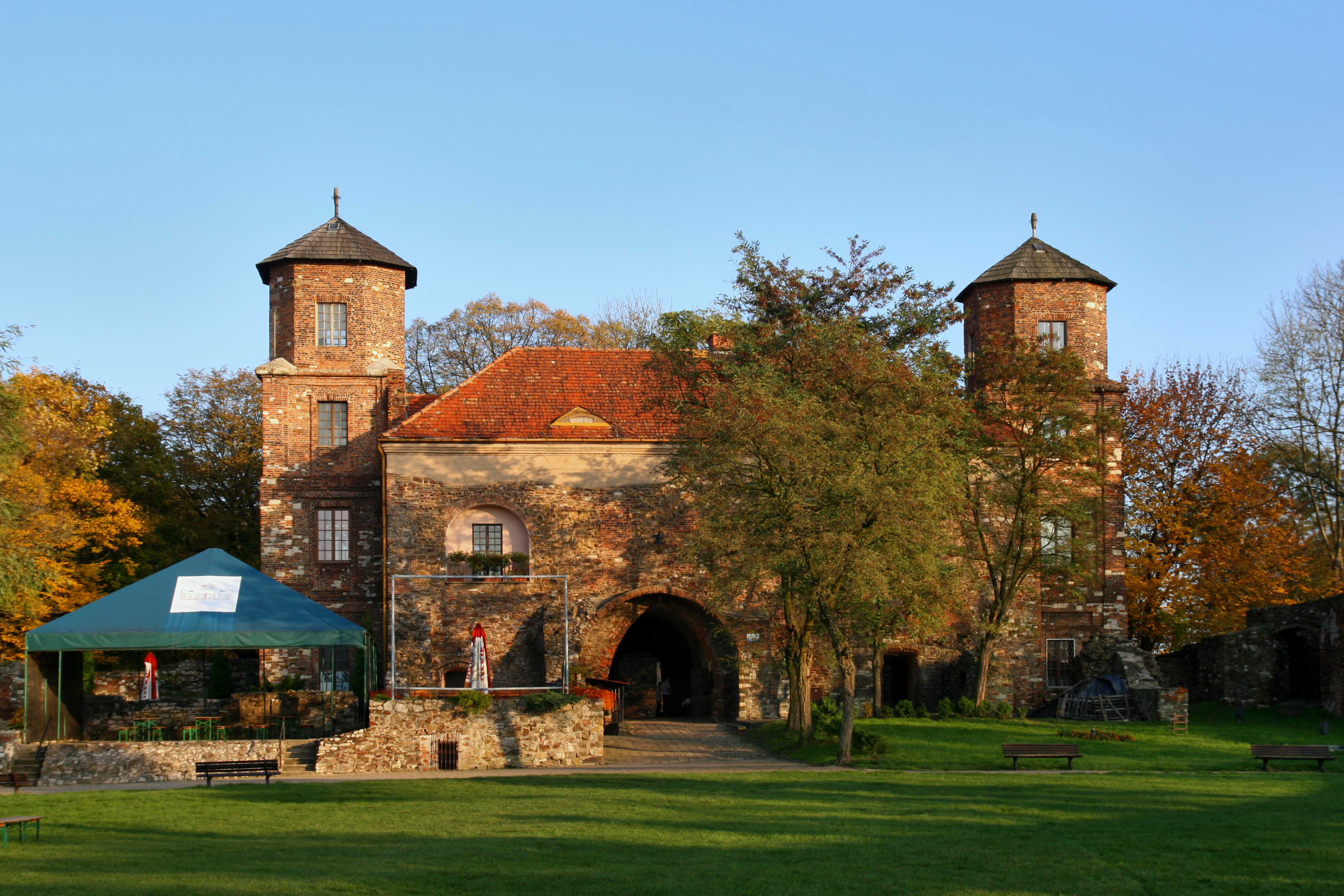
Toszek – zamek

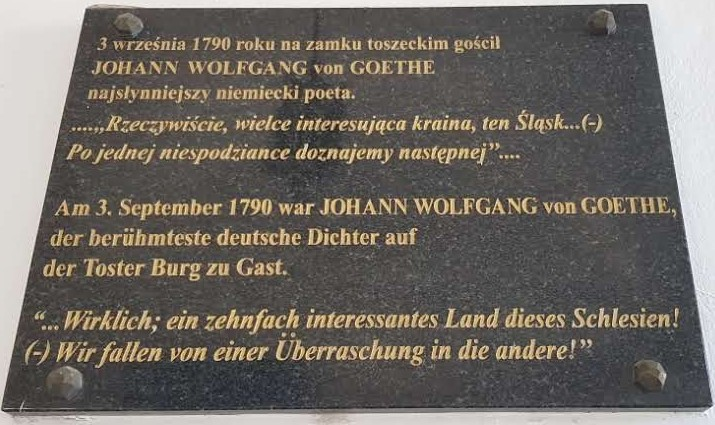
Tablica pamiątkowa upamiętniajaca wizytę J.W. Goethego na Zamku w Toszku

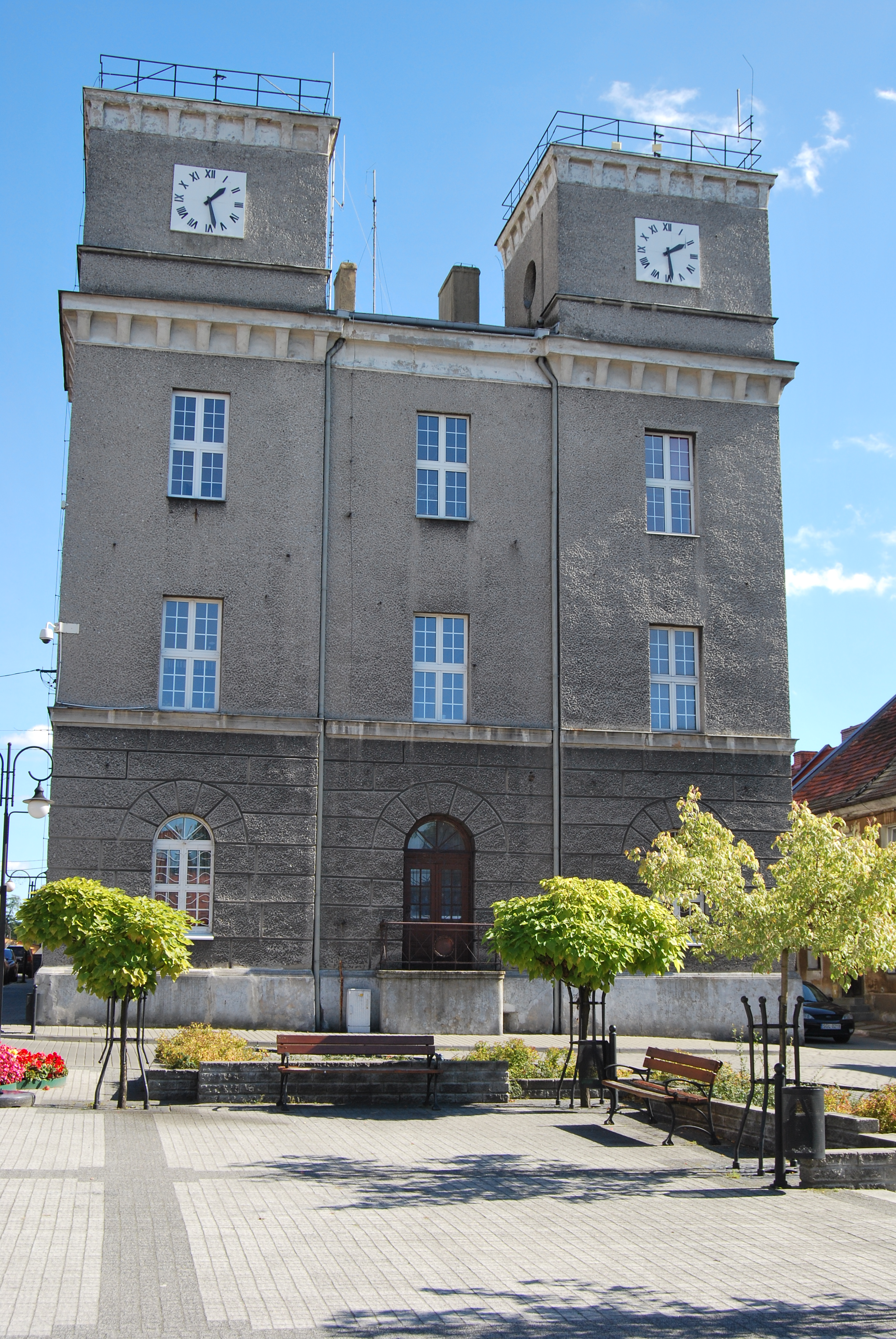
Toszek – ratusz

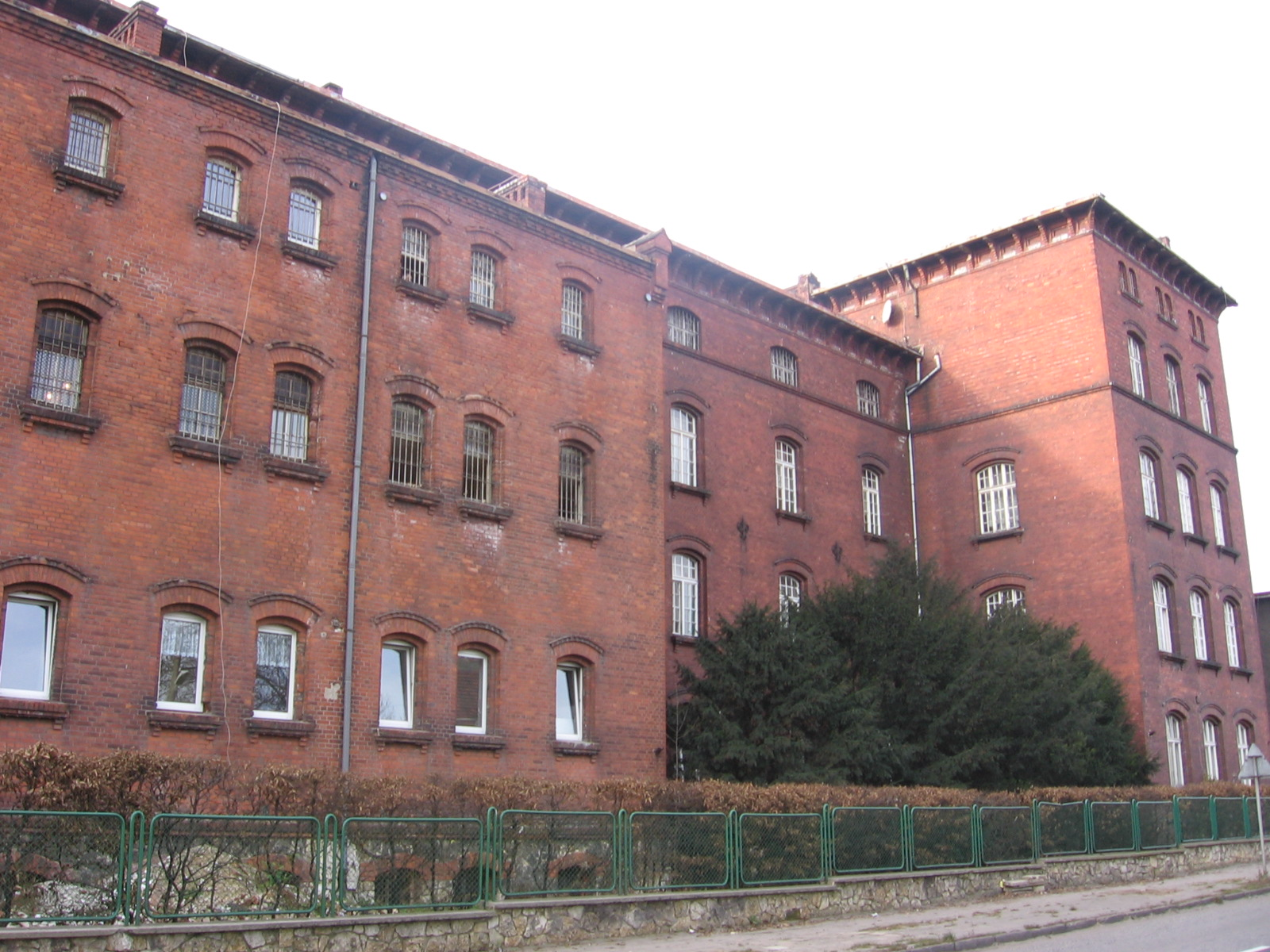
Toszek – szpital psychiatryczny

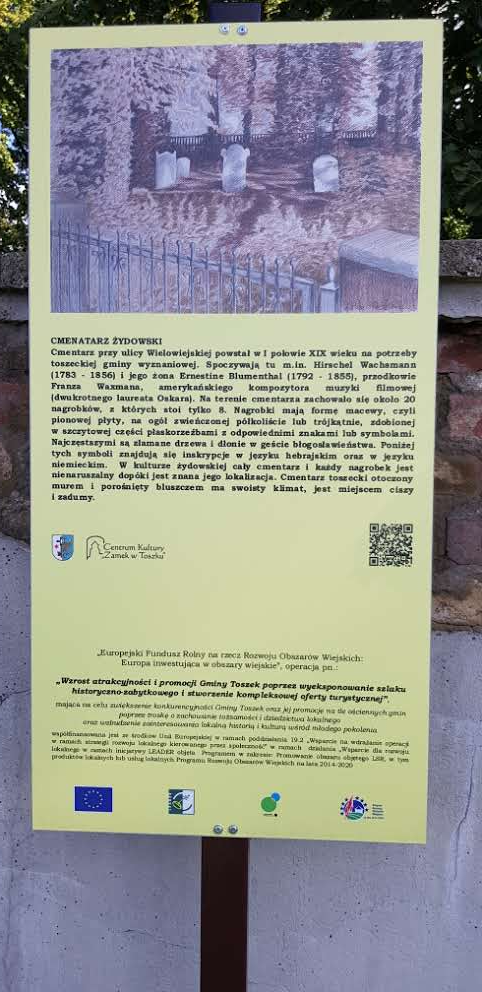
Tablica informacyjna cmentarza żydowskiego w Toszku

W księdze łacińskiej Liber fundationis episcopatus Vratislaviensis (pol. Księga uposażeń biskupstwa wrocławskiego) spisanej za czasów biskupa Henryka z Wierzbna w latach 1295–1305 miejscowość wymieniona jest w zlatynizowanej formie Tossez. Księga wymienia również wsie, które w procesach urbanizacyjnych zostały wchłonięte przez miasto jak Łączkę w formie Lanzky W roku 1613 śląski regionalista i historyk Mikołaj Henel z Prudnika wymienił miejscowość w swoim dziele o geografii Śląska pt. Silesiographia podając jej łacińską nazwę: Tostum.
W polskojęzycznym dokumencie pruskim z 1750 r. miejscowość jest wymieniona jako Tost.
XIX-wieczne niemieckojęzyczne źródła wielokrotnie wymieniają polską nazwę miasta zaraz obok niemieckiej. Opis Prus z 1819 r. notuje dwie nazwy „Tost (Toszek)”. W alfabetycznym spisie miejscowości na terenie Śląska wydanym w 1830 r. we Wrocławiu przez Johanna Knie miasto występuje pod obecnie używaną, polską nazwą Toszek oraz niemiecką nazwą Tost we fragmencie „Toszek, polnische Benennung von Stadt u. Schlossgemeinde Tost, Kr. Tost-Gleiwitz”.
Statystyczny opis Prus z 1837 r. notuje „Tost (pol. Toszeck)”. Polską nazwę Toszek oraz Toszecko w książce „Krótki rys jeografii Szląska dla nauki początkowej” wydanej w Głogówku w 1847 r. wymienił śląski pisarz Józef Lompa. Topograficzny opis Górnego Śląska z 1865 roku notuje kilka nazw miejscowości „Tossetz, Tossek, Toscheck und Thosech”.

## Historia
Opis Górnego Śląska z 1865 r. charakteryzując ludność Toszka zamieszkującą w połowie XIX w. miasto podaje informację, że większość mieszkańców to Polacy – „Die Bevölkerung ist polnischer Abstammung und spricht auch meist polnisch, doch giebt es nur noch Wenige, und dies sind lediglich ältere Leute, welche nicht deutsch verstehen”, czyli w tłumaczeniu „Ludność ma polskie pochodzenie i najczęściej też mówi po polsku, ale jest już tylko niewielu, i to wyłącznie starszej daty, którzy wcale nie znają niemieckiego.” Podczas niemieckiego spisu powszechnego w 1910 roku z ogółem 2423 mieszkańców 667 zadeklarowało język polski jako ojczysty, a 1518 język niemiecki.
W ramach plebiscytu na Górnym Śląsku w 1921 roku w Toszku zdecydowana większość, bo 1348 głosów opowiedziało się za pozostaniem w Niemczech, a 217 za przyłączeniem do Polski. Po podziale Górnego Śląska w 1922 roku Toszek pozostał w Niemczech.

### Żydzi w Toszku
Żydzi zaczęli osiedlać się w Toszku w XVIII wieku, po pokoju wrocławskim w 1742 roku. W 1812 roku mieszkało tu 12 rodzin żydowskich, a w 1832 roku społeczność liczyła 137 osób, co stanowiło 10,2% mieszkańców. W 1836 roku zbudowano synagogę przy dzisiejszej ul. Piastowskiej, a między 1841 a 1845 rokiem powstał cmentarz żydowski. W 1885 roku w Toszku mieszkało 146 Żydów (6% populacji). W 1899 roku w mieście urodził się neurolog Ludwig Guttmann.
Pod koniec XIX i na początku XX wieku wielu Żydów wyemigrowało do większych miast Niemiec, a do 1926 roku liczba żydowskich mieszkańców spadła do 35 (1,1%). W latach 30. XX wieku sytuacja Żydów pogorszyła się w wyniku nazistowskich represji. Podczas nocy kryształowej w 1938 roku spalono toszecką synagogę. W 1942 roku przeprowadzono deportację Żydów z Toszka do obozu Auschwitz-Birkenau, kończąc historię społeczności żydowskiej w mieście.

### Kalendarium
- miasto powstało między 1155, a 1201 r. (prawdopodobnie założone około 1163 r. przez Bolesława Wysokiego)
- 1201 – pierwsza wzmianka o miejscowości w bulli papieża Innocentego III – o kościele pw. św. Piotra w Tossecz
- 1201-1281 – Toszek częścią państwa górnośląskiego
- 1235 – Toszek otrzymuje prawa miejskie
- 1281-1355 – miasto częścią księstwa kozielsko-bytomskiego
- 1303-1328 – stolica księstwa toszeckiego
- 1357-1414 – ziemia toszecka częścią księstwa cieszyńskiego
- 1532-1742 – Toszek pod panowaniem dynastii habsburskiej
- 1677 – pożar zamku i miasta
- 1811 – pożar zamku, właścicielem Gaschinowie
- 1833 – pożar miasta
- 1881 – utworzenie prowincjonalnego domu pracy przymusowej
- 1924 – Toszek po raz pierwszy zajaśniał światłem elektrycznym
- 1945 – na terenie miasta istniał obóz NKWD
- 1957-1963 – częściowa odbudowa toszeckiego zamku
- 1974 – Toszek uznany „Mistrzem Gospodarności”

## Zabytki

### Budynki
- Dom Bractwa Strzeleckiego – budynek znajdujący się przy ulicy Strzeleckiej naprzeciw schodów wiodących z placu kościelnego, obecnie opuszczony i niszczejący.
- Dolny dwór – budynek znajdujący się w podwórzu za domem Bractwa Strzeleckiego, obecnie mieszczą się w nim mieszkania komunalne.
- Zamek w Toszku – gotycki zamek z przełomu XIV i XV w.
- Ratusz – z połowy XIX wieku (nr rej. A/682/2020 z 23 lipca 2020[16]).

### Pomniki
- Kolumna z postacią św. Jana Nepomucena – kolumna znajduje się na rynku.
- Pomnik pomordowanych przez NKWD w Toszku
- Głaz ku czci poległych w czasie I i II wojny światowej

## Wspólnoty wyznaniowe

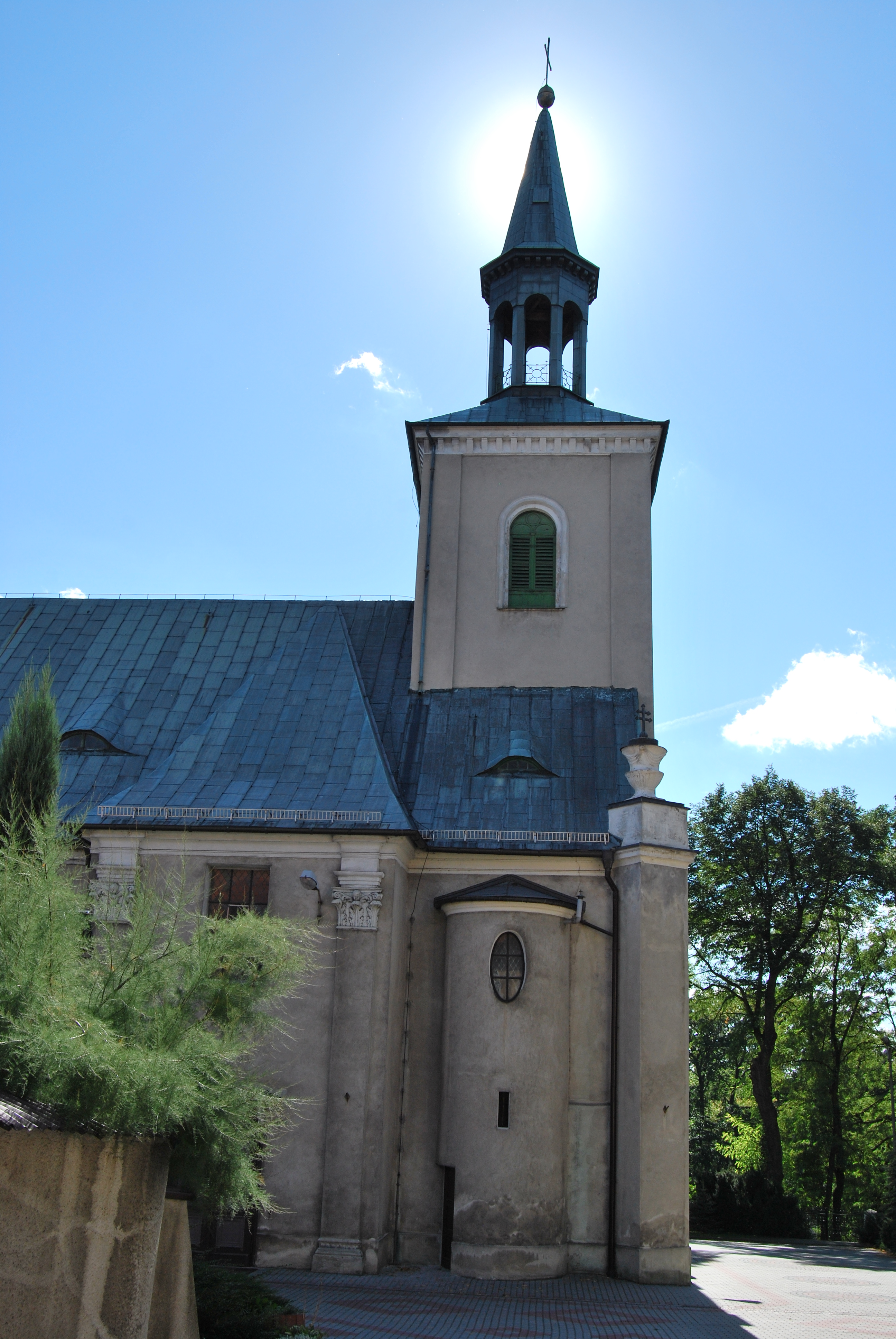
Kościół parafialny pw. św. Katarzyny Aleksandryjskiej

### Kościół katolicki
- parafia św. Katarzyny Aleksandryjskiej

## Cmentarze
- Cmentarz żydowski – kirkut przy ulicy Wielowiejskiej obecnie nieczynny i zniszczony.
- Cmentarz parafialny – cmentarz przy ulicy Parkowej.
- Cmentarz komunalny – cmentarz przy ulicy Wielowiejskiej, dawniej cmentarz ewangelicki.

## Edukacja

### Przedszkola
- Przedszkole nr 1, ul. Dworcowa 21[17]

### Szkoły podstawowe
- Szkoła podstawowa im. Gustawa Morcinka, ul. Wilkowicka 2

- Szkoła Podstawowa im. Ireny Sendler, ul. Dworcowa 27

## Turystyka
Przez miasto przebiegają szlaki turystyczne:
- – Szlak Powstańców Śląskich
- – Szlak Okrężny Wokół Gliwic
- Droga św. Jakuba Via Regia

## Komunikacja
Od 17 lipca 2014 r. Toszek jest członkiem Międzygminnego Związku Komunikacji Pasażerskiej w Tarnowskich Górach.

## Transport

### Drogowy
Drogi Wojewódzkie:
- (Niewiesze, Toszek, Tworóg, Wygoda)

Drogi krajowe:
- (Krzywa, Brzeg, Opole, Strzelce Opolskie, Toszek, Kraków)

### Kolejowy
Stacje:
- Toszek

## Sport
Piłka nożna
W Toszku działa założony w 1917 r. „Klub Sportowy Zamkowiec Toszek”, grający w sezonie 2014/2015 w lidze okręgowej, w grupie Katowice II. Barwy klubowe to niebiesko-biały.
Łucznictwo
W Toszku działa „Klub Łuczniczy A3D Toszek, powstały w 2011 r. z inicjatywy grupy miejscowych łuczników. Prowadzony jest przez instruktora-trenera łucznictwa, Romana Krupę. Skupia zawodników, sympatyków i pasjonatów łucznictwa oraz uczniów Łuczniczej Szkółki. Od 14.06.2012 Klub Łuczniczy jest licencjonowanym klubem Polskiego Związku Łuczniczego (PZŁucz).